# Spilosoma carbonis
Spilosoma carbonis là một loài bướm đêm thuộc phân họ Arctiinae, họ Erebidae.